# Yandeh Sallah
Yandeh Sallah, född 26 maj 1998, är en svensk skådespelare.
Sallah debuterade som skådespelare när hon spelade huvudrollen i kortfilmen Fuck you år 2018. Åren 2019–2022 spelade hon en av huvudrollerna i TV-serien Eagles. Hon har även haft en ledande roll i TV-serien Skitsamma år 2021 och Korridoren 2022.

## Filmografi (i urval)
- 2019–2022 – Eagles (TV-serie)
- 2021 – Skitsamma (TV-serie)
- 2022 – Korridoren (TV-serie)
- 2025 – Lilo & Stitch (röst)